# Mongoy
Mongoy (auch: Mangoy) ist ein Ort und ein Landkreis in Äquatorialguinea im Süden der Provinz Litoral.

## Geographie
Die Stadt liegt im Süden der Provinz an einer der größeren Straßen, die von Mbini nach Süden führt, sowie südlich der Stadt Bitica. In der Umgebung liegen die Siedlungen Combere, Ngobi und Mebaya.

## Klima
Nach dem Köppen-Geiger-System zeichnet sich Mongoy durch ein tropisches Klima mit der Kurzbezeichnung Am aus.